# Žiri (Žiri, Slovenija)
Žiri je grad i središte istoimene općine u zapadnome dijelu središnje Slovenije, zapadno od Ljubljane. Grad pripada pokrajini Gorenjskoj i statističkoj regiji Gorenjskoj.

## Stanovištvo
Prema popisu stanovništva iz 2002. godine Žiri su imali 3.593 stanovnika.

## Vanjske poveznice
- Službena stranica općine
- Satelitska snimka naselja  Arhivirana inačica izvorne stranice od 29. srpnja 2017. (Wayback Machine)